# Lambverschuiving

De fijnstructuur van energieniveaus in waterstof - relativistische correcties op het atoommodel van Bohr.

In de natuurkunde is de Lambverschuiving een verschil in energie tussen de twee energieniveaus 2S 1/2 en 2P 1/2 van het waterstofatoom. Dit energieverschil werd niet voorspeld door de Diracvergelijking, volgens welke deze toestanden dezelfde energie zouden moeten hebben. Het fysisch verschijnsel is genoemd naar onderzoeker Willis Lamb, die het verschijnsel voor het eerst onderzocht.
De interactie tussen de vacuümenergiefluctuaties en het waterstofelektron in verschillende orbitalen is de oorzaak van de Lambverschuiving, zoals bleek na de ontdekking ervan. De Lambverschuiving heeft sindsdien een belangrijke rol gespeeld door in de vacuümenergiefluctuaties, die voorkomen in de theoretische voorspelling van Hawkingstraling van zwarte gaten.
Het verschijnsel werd voor het eerst gemeten in 1947 in het Lamb-Retherford-experiment op het waterstofmicrogolfspectrum en deze meting vormde de stimulans voor de renormalisatietheorie om met de verschillen om te gaan. Het was de voorbode van de ontwikkeling van de moderne kwantumelektrodynamica, ontwikkeld door Julian Schwinger, Richard Feynman, Ernst Stueckelberg, Shinichiro Tomonaga en Freeman Dyson. Willis Lamb won in 1955 de Nobelprijs voor Natuurkunde voor zijn ontdekkingen met betrekking tot de Lambverschuiving.

## In het waterstofspectrum
In 1947 was Hans Bethe de eerste die de Lambverschuiving in het waterstofspectrum verklaarde en legde daarmee de basis voor de moderne ontwikkeling van de kwantumelektrodynamica. Bethe was in staat om de Lambverschuiving af te leiden door het idee van massarenormalisatie te gebruiken, waardoor hij de waargenomen energieverschuiving kon berekenen als het verschil tussen de energieverschuiving van een gebonden elektron en de energieverschuiving van een vrij elektron. De Lambverschuiving biedt een meting van de fijnstructuurconstante α aan tot beter dan een deel op een miljoen, waardoor een precisietest van de kwantumelektrodynamica mogelijk is.

## Verder lezen
- Boris M Smirnov (2003). Physics of atoms and ions. Springer, New York, 39–41. ISBN 0-387-95550-X.
- Marlan Orvil Scully & Muhammad Suhail Zubairy (1997). Quantum optics. Cambridge University Press, Cambridge UK, 13–16. ISBN 0-521-43595-1.